# Trumpism

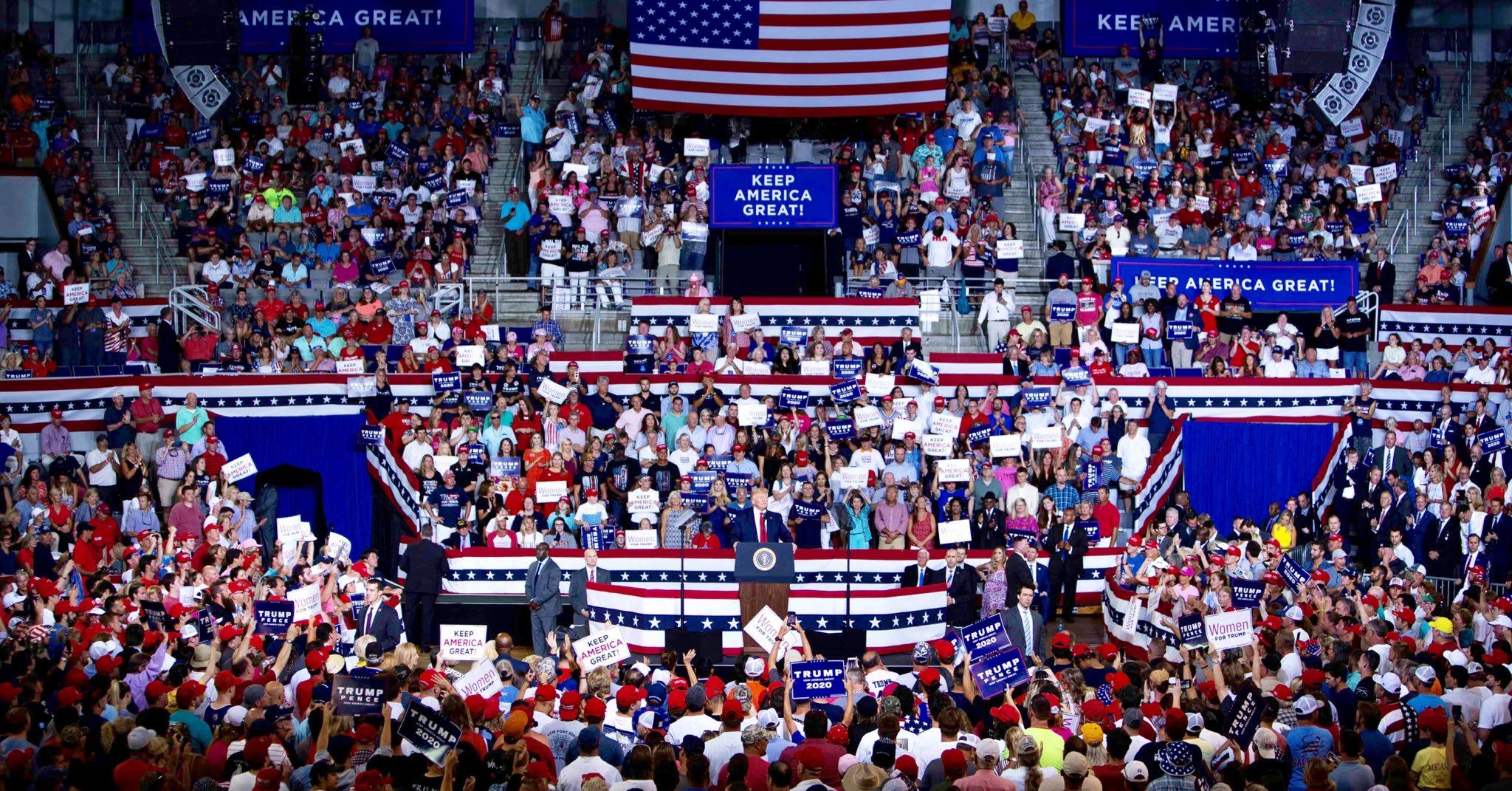
Miting electoral al lui Donald Trump pentru alegerile prezidențiale din 2020

Trumpismul este o ideologie politică și un sistem politico-social și economic introdus de Donald Trump în SUA în timpul mandatului său prezidențial (2017-2021). Susținătorii lui Trump și ai acestei ideologii sunt numiți trumpiști.

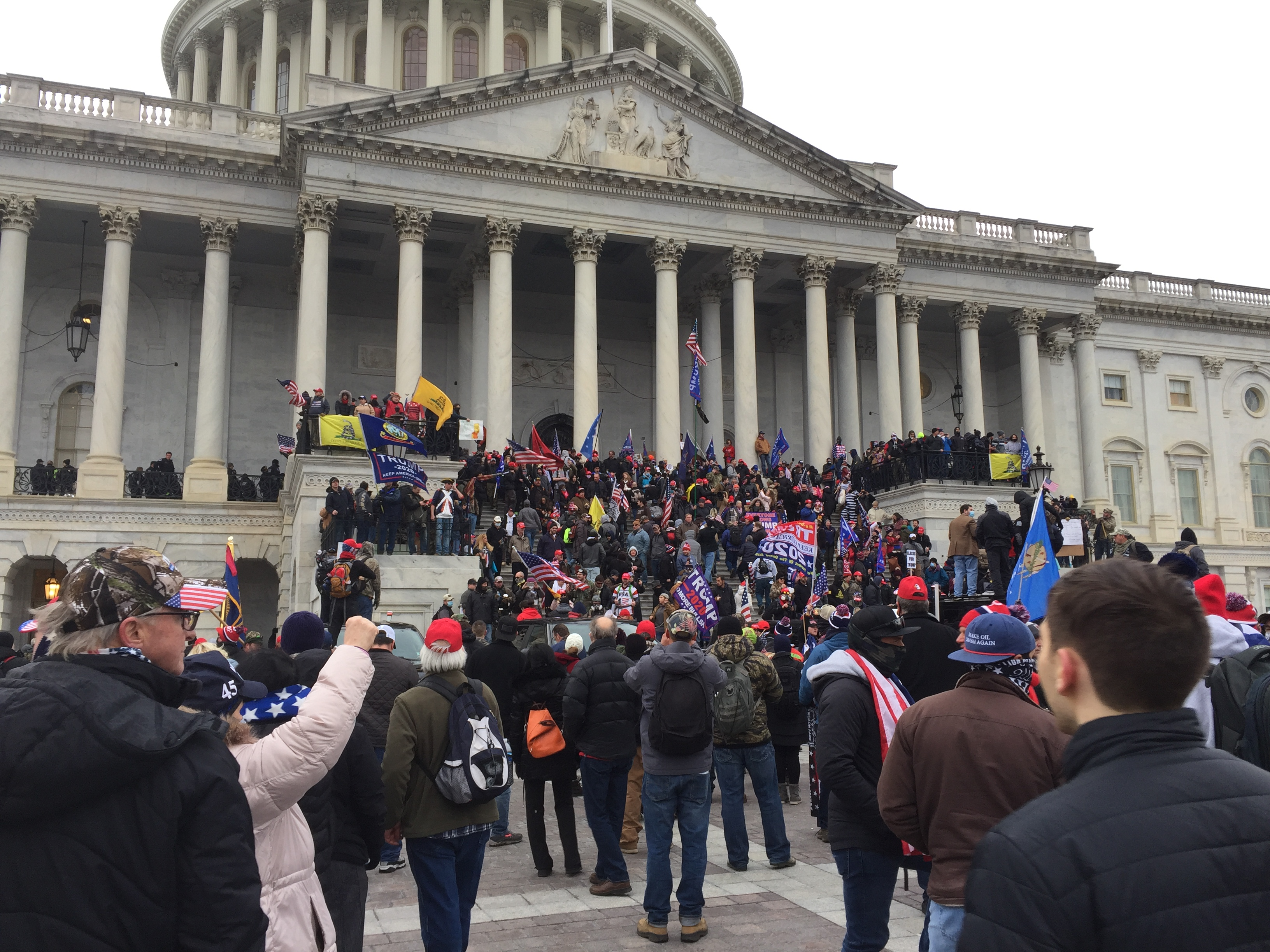
Susținătorii lui Trump atacând Capitoliul pe 6 ianuarie, 2021

Elementele ce alcătuiesc cu exactitate trumpismul nu sunt bine definite, fiind multe neclarități în acest sens. Totuși, există un consens că trumpismul este o variantă americană a extremei drepte, fiind susținut și de ideile neonaționaliste și național-populiste, ce au crescut în popularitate pe întreaga planetă din anii 2010. Trumpiștii au devenit de asemenea o bază electorală importantă a Partidului Republican).

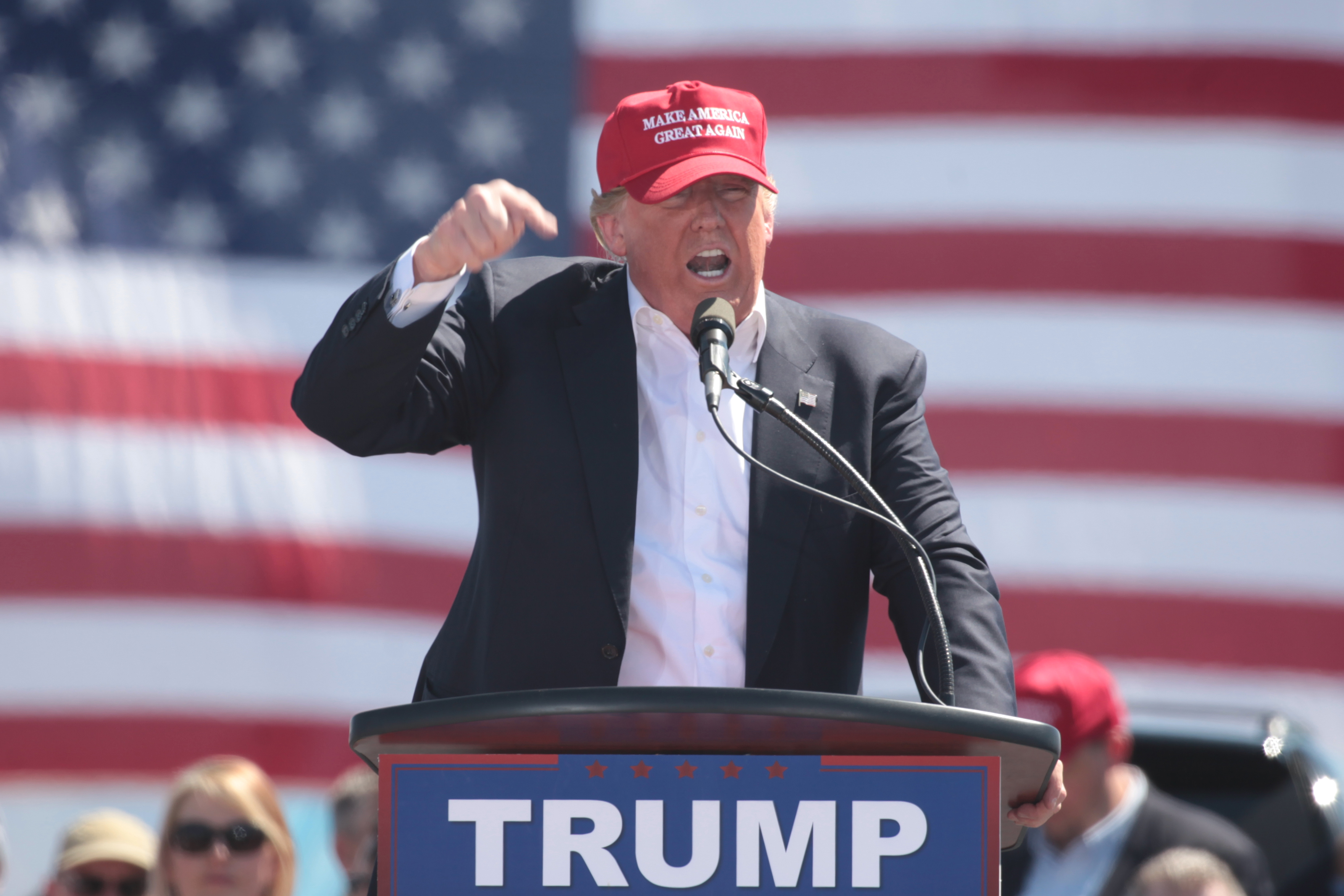
Donald Trump la un miting electoral pentru alegerile prezidențiale din 2016

Unii comentatori politici au respins ideea de populism a trumpismului, declarând în schimb ideologia ca fiind o formă modernă de neofascism, punând accente pe iliberalism și autoritarism.

## Trumpismul în afara Americii
Mai mulți politicieni național-conservatori au fost catalogați drept trumpiști. Printre ei se numără: Jair Bolsonaro, Silvio Berlusconi, Nigel Farage, Recep Tayyip Erdoğan, Boris Johnson, Marine Le Pen, Eric Zemmour, Matteo Salvini, sau Viktor Orbán. În Europa, majoritatea mișcărilor trumpiste sunt asociate cu euroscepticismul.
În România, partidul Alianța pentru Unirea Românilor a fost catalogat ca trumpist. De asemenea, teologul și politicianul Mihail Neamțu, admirator declarat al lui Donald Trump, a fost catalogat de presă drept trumpist.